# Edward Wagner
Edward Wagner (1811—1885) – niemiecki kartograf.
W 1835 założył w Darmstadt zakład kartograficzny, który w 1872 został przeniesiony do Lipska przez jego syna  Henryka Wagnera (1846—1921), który przyjął za wspólnika znanego kartografa, prof. Ernesta Debesa.